# ガブリエウ・カズ・ホッサト・ヤナグ
カズ（Kazu）またはガブリエウ・カズ（Gabriel Kazu）ことガブリエウ・カズ・ホッサト・ヤナグ（ポルトガル語: Gabriel Kazu Rossato Yanagu、1999年6月9日 - ）は、岐阜県関市出身のサッカー選手。ポジションはMF。

## クラブ歴
ルヴェルデンセECの下部組織出身。2016年6月4日にカンピオナート・ブラジレイロ・セリエBで選手初出場。
2018年2月14日にCRフラメンゴに移籍、移籍金はかかっていないが、ルヴェルデンシが保有権の30%を引き続き所持する事で両クラブ合意した。移籍後はU-20チームに割り振られた。
2019年12月にトンベンセFCに移籍し、2020年はパラナ・クルーベに期限付き移籍。

## 代表歴
ブラジルU-20代表として第45回トゥーロン国際大会に参加。インドネシアU-19代表戦で45分出場し、イゴールに交代した。なおこの大会では彼以外にもファブリシオ・オーヤが日系ブラジル人選手として参戦していた。